# José Antonio Alonso Rodríguez
José Antonio Alonso Rodríguez (14 de abril de 1953) es un economista español, profesor en la Universidad Complutense de Madrid. Además de su trabajo académico, ha ocupado varios cargos de relevancia en la política económica. Es miembro del Committee for Development Policy de las Naciones Unidas y experto del Consejo de Cooperación al Desarrollo español. Ha sido profesor visitante en la Universidad de Columbia y el director de desarrollo económico en la Agencia Española de Cooperación Internacional para el Desarrollo.
Alonso es conocido por sus trabajos en economía del desarrollo, crecimiento económico y relaciones internacionales. Es considerado uno de los mayores expertos a nivel internacional en cooperación internacional al desarrollo junto con Nancy Birdsall, José Antonio Ocampo y Rebeca Grynspan. Ha editado varios libros sobre el tema, dos de ellos en colaboración con el profesor de la Universidad de Columbia José Antonio Ocampo: Global Governance and Rules for the Post-2015 Era. Addressing Emerging Issues in the Global Environment (Bloomsbury Academy, 2015) y Development Cooperation in times of crisis (Columbia University Press, 2012). Sus últimos trabajos se centran en la eficacia de la ayuda al desarrollo y la relación entre las instituciones y el desarrollo económico. Ha señalado que en el caso de América Latina la calidad institucional es significativamente menor de la que cabría esperar dados sus niveles de renta per cápita, debido fundamentalmente a la combinación de altos niveles de desigualdad y baja movilidad social.

## Biografía
José Antonio Alonso nació en España en el año 1953. Obtuvo su licenciatura en economía con la mejor calificación en la Universidad Complutense de Madrid en 1975, cuando tenía 22 años. Después se trasladó a América donde obtuvo un título en desarrollo económico por la CEPAL de Naciones Unidas. De vuelta a España, estudió econometría en el Banco de España y obtuvo el título de doctor summa cum laude en economía por la Universidad Complutense de Madrid en 1984. Desde entonces ha ocupado varios puestos en la Universidad Internacional Menéndez Pelayo y en el Instituto de Cooperación Iberoamericana, actual AECID.
En 1992 fundó la Revista de Economía Aplicada junto con otros economistas españoles como Francisco Comín, Jordi Nadal, José Luis García Delgado, Juan Velarde y Enrique Fuentes Quintana.
En 1994 obtuvo la plaza de profesor titular en la Universidad Complutense de Madrid. Un año después fue elegido como experto para el Consejo de Cooperación al Desarrollo. En 2006 fue designado miembro del Committee for Development Policy de Naciones Unidas y ha sido renovado en dicha posición consecuentemente desde entonces. Como consecuencia, desde aquel año vive a caballo entre Madrid y Nueva York. En 2011-2012 fue profesor visitante en la Universidad de Columbia de Nueva York. Durante el proceso de elección de un nuevo presidente del Banco Mundial en el año 2012, Alonso se posicionó públicamente, junto a más de cien economistas de todo el mundo, a favor de su habitual colaborador José Antonio Ocampo frente a los otros dos candidatos, Jim Yong Kim (quien obtuvo finalmente el cargo) y Ngozi Okonjo-Iweala.

## Contribuciones académicas

### Economía de la lengua
Además de sus contribuciones en el estudio del desarrollo económico y del papel de la ayuda al desarrollo, Alonso ha jugado un papel clave en la introducción del campo de la economía de la lengua en el ámbito hispano. Desde el año 2005 ha dirigido junto a José Luis García Delgado y Juan Carlos Jiménez la investigación El valor económico del español, que ha dado lugar a quince volúmenes publicados, el último de ellos en el año 2015.

## Obras seleccionadas

### Libros (editados o coeditados)
- Global Governance and Rules for the Post-2015 Era. Addressing Emerging Issues in the Global Environment (2015), coeditado con José Antonio Ocampo. Bloomsbury Academy.
- Alternative Development Strategies for the Post-2015 Era (2013), coeditado con G. A. Cornia y R. Vos. Bloomsbury Academy.
- Development Cooperation in times of crisis (2012), coeditado con José Antonio Ocampo. Columbia University Press.

### Artículos
- "The determinants of institutional quality. More on the debate" (2013), con C. Garcimartín. Journal of International Development, 25, pp. 206–226.
- "Colonisation, Institutions and Development: New Evidence" (2011). Journal of Development Studies, Vol. 47 (7), 937-958.
- "Criterios y factores de calidad institucional: un estudio empírico" (2011). Revista de Economía Aplicada, Vol. 19 (55), pp. 5–32.
- "Inequality, institutions and progress: a debate between history and the present" (2007). CEPAL Review, 93, pp. 61–80.
- "El desarrollo como proceso abierto al aprendizaje" (2004). The European Journal of Development Research, Vol. 16 (4), pp. 845–867.
- "Nuevas direcciones en la política de ayuda al desarrollo" (2001). Revista de Economía Mundial, 5, pp. 11–45.
- "On Convergence and Balance of Payments External Constraint" (1999). International Journal of Development Planning Literature, Vol. 14 (4), pp. 483–497.
- "Growth and the external constraint: lessons from the Spanish case" (1999). Applied Economics, Vol. 31,  pp. 245–253.
- "La restricción externa al crecimiento: nuevos enfoques" (1998). Revista de Economía Aplicada, Vol. 6 (16), pp. 5–37.